# La crisi della democrazia. Rapporto sulla governabilità delle democrazie alla Commissione trilaterale
La crisi della democrazia. Rapporto sulla governabilità delle democrazie alla Commissione trilaterale (The Crisis of Democracy: On the Governability of Democracies) fu uno studio del 1975 scritto da Michel Crozier, Samuel P. Huntington e Joji Watanuki, commissionato dalla Commissione Trilaterale e pubblicato nello stesso anno come libro.
L'edizione italiana fu invece curata nel 1977 e pubblicata con la prefazione di Gianni Agnelli.

## Contenuti e tesi
Lo studio osservava la condizione politica degli Stati Uniti, dell'Europa e del Giappone, affermando che negli Stati Uniti i problemi di governabilità "nascono da un eccesso di democrazia" e sostenendo "il ripristino del prestigio e dell'autorità delle istituzioni del governo centrale". Al di là della sistematizzazione della tesi e del conio di termini originali (la parola "governabilità" da allora entrò nel linguaggio politologico ed anche in quello legale), in realtà "già Schumpeter stabiliva che tra le condizioni per il funzionamento corretto della democrazia vi fosse l’«autocontrollo
democratico», cioè la rinuncia, da parte dei cittadini elettori, a tentare di influire attraverso
manifestazioni, petizioni o pressioni di altro tipo, sull’operato degli eletti".
Questo report fu un punto di partenza per tutti gli studi successivi che mettono in evidenza una supposta crisi contemporanea delle democrazie da risolvere con l'introduzione di tecnocrazie.

### Europa
Lo studio sostiene che negli anni '60 i governi dell'Europa occidentale erano "stracarichi di partecipanti e richieste" che i sistemi burocratico-politici erano incapaci di gestire, con la conseguenza di rendere le loro società ingovernabili. Questo generò una decisione politica presa dalla Francia in "semisegreto, senza un dibattito politico aperto, ma con una quantità tremenda di incitamento e di conflitto intrabureaucratico".
Ne è discesa la tesi della necessaria inerenza del segreto alla politica, di cui l’uomo, animale politico, deve accettare le leggi essenziali; anche il rafforzamento dell'Esecutivo era un insegnamento tratto di frequente da quel tipo di approccio. In realtà, "il predominio dell’esecutivo, grazie al surplus di sovranità di cui esso strutturalmente dispone grazie al potere di segretazione, sposta in suo favore quell’equilibrio che, nella forma di governo parlamentare, dovrebbe sempre sussistere tra Parlamento e Governo, e quindi tra rappresentatività e governabilità".

### Stati Uniti
Lo studio sostiene che i problemi dagli Stati Uniti negli anni '60 derivavano dall'"impulso della democrazia ... che rendeva il governo meno potente e più dinamico, per un aumento delle sue funzioni ed una diminuzione della sua autorità" concludendo che tali richieste erano contraddittorie.
È un paradigma "che riflette tendenze più generali (la crisi
del keynesismo e del welfare state nel nuovo contesto definito dai processi
di globalizzazione) e che al tempo stesso rappresenta l’esito di quel “conflitto
di cittadinanza” che negli anni settanta aveva visto contrapporsi da un lato
spinte all’inclusione sociale e alla redistribuzione di poteri e risorse materiali
e, dall’altro, la denuncia dell’eccesso di domanda proveniente dalla società, del
sovraccarico della democrazia e della crisi della governabilità".

## Le reazioni
È stato osservato da alcuni critici che molti membri della Commissione Trilaterale ebbero successivamente ruoli di primo piano nell'amministrazione Carter, che fu fortemente influenzata da questo studio. In particolar modo Zbigniew Brzezinski ripresentò le conclusioni di The Crisis Of Democracy in un op-ed per il St. Petersburg Times. Noam Chomsky citò questo studio come esempio delle politiche oligarchiche e reazionarie sviluppate dal "vento liberista delle élite dello stato capitalista".

### Critiche
Più in generale, si è lamentato che la politica delle società democratiche si sta muovendo verso una modalità di lavoro presidenziale, anche in assenza di cambiamenti istituzionali formali. Questi sviluppi possono essere spiegati da una combinazione di fattori contingenti (personalità dei titolari di cariche, agenda politica da essi propugnata e situazione di una stabile maggioranza in Parlamento: fu il caso, negli anni Ottanta, di Thatcher, Reagan, Mitterrand, Kohl e Nakasone) e da cambiamenti strutturali a lungo termine nella politica moderna: in primo luogo, l'internazionalizzazione della politica moderna (particolarmente pronunciata all'interno dell'Unione europea), che ha portato a un "pregiudizio esecutivo" del processo politico che ha rafforzato il ruolo delle alte élite politiche nei confronti dei loro gruppi parlamentari; in secondo luogo, le capacità di governo ampliate degli apparati statali e la specializzazione delle loro burocrazie, che hanno gravemente ridotto l'ambito di un effettivo controllo parlamentare.
Per Luigi Ferrajoli nel lessico liberista “governabilità” significa, «dopo l’uso fattone nel 1975 dal celebre rapporto di M. Crozier, S.P. Huntington e J. Watanuki alla Commissione trilaterale, (...) massima potenza della politica sulla società e sui diritti delle persone
quale condizione della sua massima impotenza e dipendenza dai mercati».